# 舛井一仁
舛井 一仁（ますい かずひと、1953年3月30日 - ）は、日本の弁護士、大学教授、起業家、作家。第二東京弁護士会所属。国際魅力学会副会長。日本ペンクラブ所属。早稲田大学法学部卒業、ビジネス法修士（ロンドンギルドホール大学）。元国士舘大学法学部教授。

## 著書

### 法律関係
- 「国際取引法の学び方」　敬文堂　1997年
- 「国際ビジネス法キーワード事典」　明文図書　1998年
- 「製造物責任法」　産能大学　1998年
- 「カナダ　ビジネスガイド」　明文図書　1999年
- 「国際法務　グローバルスタンダード17か条」プロスパー企画　1999年
- 「FP用語辞典」　プロスパー企画　2000年
- 「改訂版　国際取引法の学び方」　敬文堂　2001年
- 「21世紀の日本経済の行方」（英文）　英国マックミラン出版　2001年
- 「遺伝子ビジネスの特許戦略」　中央経済社　2002年　ほか多数

### 比較文化・ライフスタイル・自己啓発関係
- 「アフターファイブの達人」　WAVE出版　1991年
- 「比較文化　～国際化への招待」　ジェムコ出版　1992年
- 「人生を変える人脈づくり」　ダイヤモンド社　1993年
- 「実践　勉強術」　日本経済新聞社　1993年
- 「30歳からの知的勉強術」　日本能率協会　1995年
- 「異議あり！日本」　ごま書房　1996年
- 「ライフプランと生涯学習」　敬文堂　1997年
- 「サラリーマンよ、会社を作ろう！」　ごま書房　1997年
- 「自分を高く売る勉強法」　KKロングセラーズ　1999年
- 「国際化時代に遅れない勉強法」　KKロングセラーズ　2000年
- 「超転身法」「超勉強法」　KKロングセラーズ　2002年
- 「人と競わない勉強法」青春出版社　2008年
- 「知の現場」東洋経済新報社　2009年　　　　　　　ほか多数